# Gian Ferdinando Tomaselli

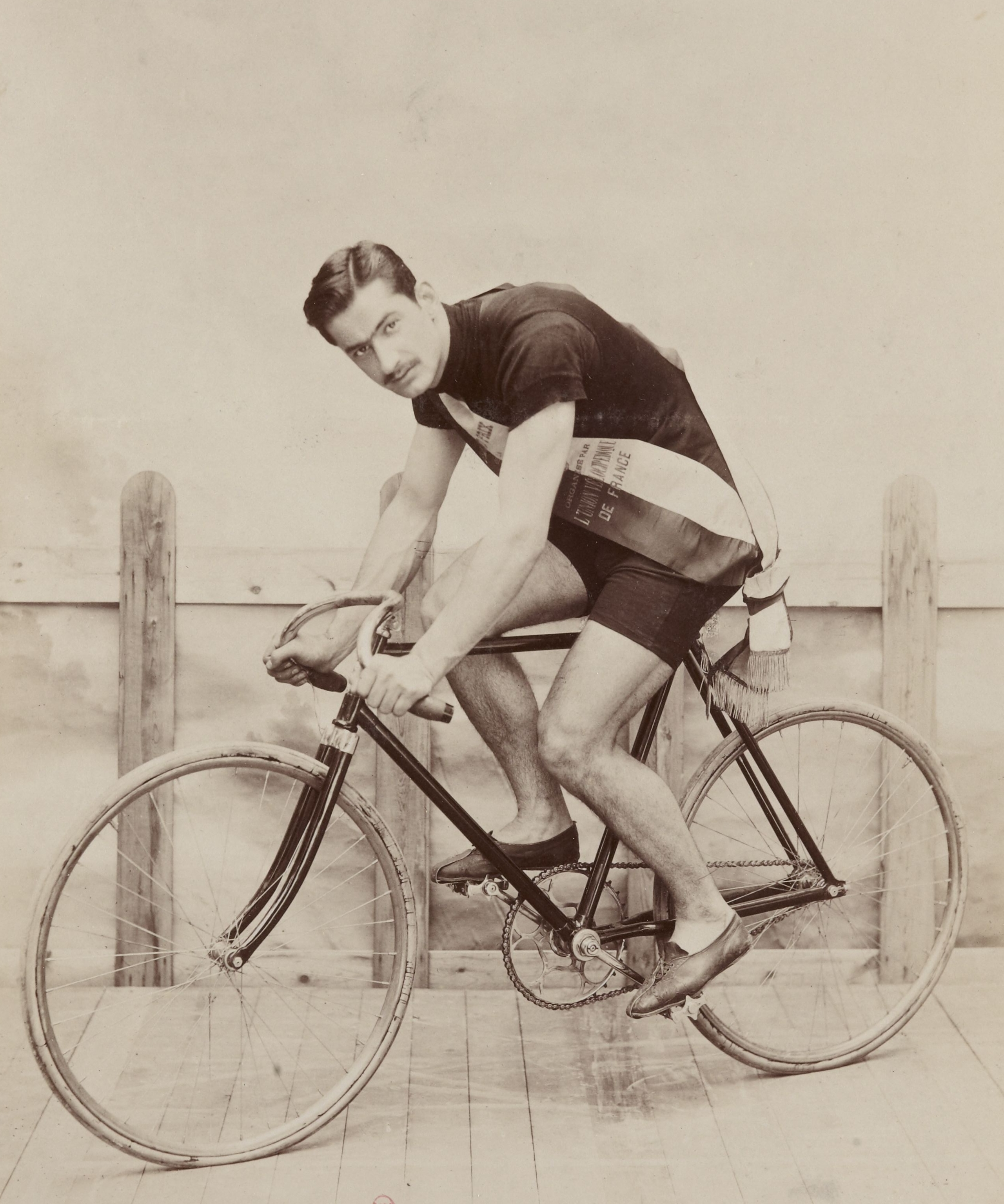
Gian Ferdinando Tomaselli (1899)

Gian Ferdinando Tomaselli, auch Tommaselli, (* 29. April 1876 in Salò; † 15. Juli 1944 in Selvino) war ein italienischer Bahnradsportler, Motorrad- und Automobilrennfahrer sowie Konstrukteur.

## Werdegang
1897 und 1899 wurde Gian Ferdinando Tomaselli italienischer Meister im Sprint. 1896, 1899 und 1900 siegte er im Grand Prix Turin. 1899 gewann er zudem die renommierten Sprint-Rennen Grand Prix de l’UVF und den Grand Prix de Paris. 1900 startete er bei den Olympischen Spielen in Paris im Profi-Mannschaftswettbewerb Grande Course de Nations über 1500 Meter (in Form eines Punktefahrens) und belegte gemeinsam mit Pietro Bixio und Giuseppe Singrossi Platz drei, der mit 3000 Francs dotiert war.
Bei den UCI-Bahn-Weltmeisterschaften 1900 in Paris wurde Tomaselli gemeinsam mit dem Niederländer Harrie Meyers Weltmeister auf dem „Zweisitzer“.
In den 1900er-Jahren nahm Tomaselli für Bianchi an Motorrad- und Automobilrennen teil. So startete er unter anderem 1904 beim Motorradrennen Mailand–Nizza sowie auf Bianchi 120 HP beim Kaiserpreis-Rennen 1907 für Automobile.
In den 1920ern war Gian Ferdinando Tomaselli bei Bianchi an der Konstruktion eines Rennmotorrades beteiligt, mit dem Tazio Nuvolari den Titel in der 350-cm³-Klasse der Motorrad-Europameisterschaft 1925 gewann.